# 日本工作機械販売協会
日本工作機械販売協会（にほんこうさくきかいはんばいきょうかい 英語表記:	 Japan Machine Tool Distributors Association (JMTDA)）は、東京都港区芝公園にある工作機械関連の業界団体である。1970年に設立された。

## 所在地
- 〒108-0014 東京都港区芝 5-14-15　 機械工具会館 3階

## 目的
- 会員の健全な経営を基盤として、工作機械の流通販売及び利用の改善向上を通じて、業界全体の総合的な発展と関連産業の振興を図るとともに、国民経済の繁栄に寄与すること
- 日本国内における工作機械の流通販売、製造、及びリース事業を営むものにより組織する。工作機械とは金属工作機械、成形･鍛圧機械及びFA関連機器などを含む広義の工作機械とする。

## 事業
- 工作機械の事業振興、取引増進のための諸施策の推進
- 政府並びに内外関連諸団体と連係を保ち、業界発展に関する意見の具申、発表
- 工作機械流通に関する内外資料の収集と調査、研究、発表
- 講演会、研修会、懇談会、見学会などの開催
- 営業社員の職業能力を開発向上させるための教育訓練
- 上記の事業を行うために必要な委員会の設置

## 会員の資格
- 金属工作機械、成形・鍛圧機械及びFA関連機器の販売事業を営むものは、正会員になることがでる。また、前記機器の製造事業、リース事業を営むものは賛助会員になることができる。

## 沿革
- 1970年 工作機械流通業界初の全国組織として設立
- 1981年 「マシニングセンタ選択の手引き」出版
- 1985年 メーカーを賛助会員に加える 国際パネルディスカッション主催
- 1990年 創立20周年記念式典
- 1991年 SE(セールスエンジニア)教育事業開始
- 2000年 協会ロゴ・マーク改定。創立30周年記念式典
- 2010年 創立40周年記念式典

## 会員

### 正会員

#### 東部正会員
2024年2月時点。
| - 旭商工社 - アルビテクノロジー - 伊藤忠マシンテクノス - イワイ機械 - ウインテック - 大石機械 - カナデン - カネコ・コーポレーション - 兼松KGK | - 京二 - 共和工機 - 群馬工機 - 国興 - 小林機械 - 佐藤商事 - 三機商会 - 三洋マシン - サンワ産業 | - シマモト技研 - 住友商事マシネックス - セイロジャパン - 誠和エンジニアリング - 双日マシナリー - 帝通エンヂニヤリング - テヅカ - トミタ - 豊通マシナリー | - NaITO - 日鋼YPK商事 - 日清機工 - 丸紅マシンツールズ - 三井物産マシンテック - 三菱商事テクノス - ヤマモリ - ユアサ商事 - 米沢工機 |

#### 中部正会員
2024年2月時点。
| - 石原商事 - 井高 - 岡谷機販 - カトー機械 - 釜屋 - 岐阜機械商事 | - 甲信商事 - 三栄商事 - 三機商事 - サンコー商事 - 三立興産 - 下野機械 | - 大成 - 大誠 - 大和商会 - 東陽 - 日本精機商会 - 浜松貿易 | - 不二 - 三菱電機メカトロニクステクノロジーズ - 山下機械 - U-MACHINE - ワシノ商事 |

#### 西部正会員
2024年2月時点。
| - 赤澤機械 - 伊吹産業 - 植田機械 - OTファテック - 関西機械 - 京華産業 | - 合田商事 - 五誠機械産業 - 桜井機械 - ジーネット - ダイイチテクノス - 大幸産業 | - 立花エレテック - タナカ善 - 西川産業 - 日工機材 - ニッツマシナリー - 日本産商 | - マックマシンツール - マルカ - 宮脇機械プラント - 山善 |

### メーカー賛助会員
2024年2月時点。
| - アイダエンジニアリング - アマダマシナリー - 育良精機 - エヌティーツール - MSTコーポレーション - LNSジャパン - エンシュウ - オーエスジー - オーエム製作所 - オークマ - OKK - 岡本工作機械製作所 - 神崎高級工機製作所 - 北川鉄工所 - キタムラ機械 - 北村製作所 - キャドマック | - キャムタス - 黒田精工 - 三愛エコシステム - サンドビック - コロマントカンパニー - 三宝精機工業 - シーメンス - ジェイテクト - シギヤ精機製作所 - シチズンマシナリー - 芝浦機械 - 新日本工機 - 住友電気工業ハードメタル事業部 - ソディック - 大日金属工業 - 太陽工機 - 高松機械工業 | - 滝澤鉄工所 - ツガミ - 津田駒工業 - 東京精密 - DMG森精機 - 東洋精機工作所 - 東洋精機工業 - ナガセインテグレックス - 中村留精密工業 - 日研工作所 - 西田機械工作所 - 日進製作所 - 二デックマシンツール - ハイデンハイン - 初田製作所 - 浜井産業 - 浜名エンジニアリング | - BIG DAISHOWA - ファナック - FUJI - ブラザー工業 - 豊和工業 - 牧野フライス精機 - 牧野フライス製作所 - 松浦機械製作所 - 三井精機工業 - ミツトヨ - 三菱電機 - 三菱マテリアル - MOLDINO - 安田工業 - ヤマザキマザック - 吉川鐵工 |

### リース賛助会員
2024年2月時点。
| - 共友リース - 十六リース - 首都圏リース - 昭和リース - JA三井リース | - 三井住友トラスト・パナソニックファイナンス - 三井住友ファイナンス&リース - 三菱電機フィナンシャルソリューションズ - 三菱HCキャピタル |